# Mikael Blomqvist (fotbollsspelare)
Mikael Blomqvist, född 17 april 1961, är en svensk före detta fotbollsspelare (vänsterback).

## Biografi
Blomqvist gick från jämtländska Ope IF till Gais till säsongen 1984. Han blev genast ordinarie i klubben, och spelade sammanlagt 83 seriematcher (4 mål) för Gais åren 1984–1988. I Allsvenskan 1988 hade han dock svårt att ta plats i Gais och spelade bara 9 matcher (0 mål), och till säsongen 1989 gick han i stället till BK Häcken.